# Isocladus mimetes
Isocladus mimetes är en kräftdjursart som beskrevs av Barnard 1955. Isocladus mimetes ingår i släktet Isocladus och familjen klotkräftor. Inga underarter finns listade i Catalogue of Life.